# Currahee

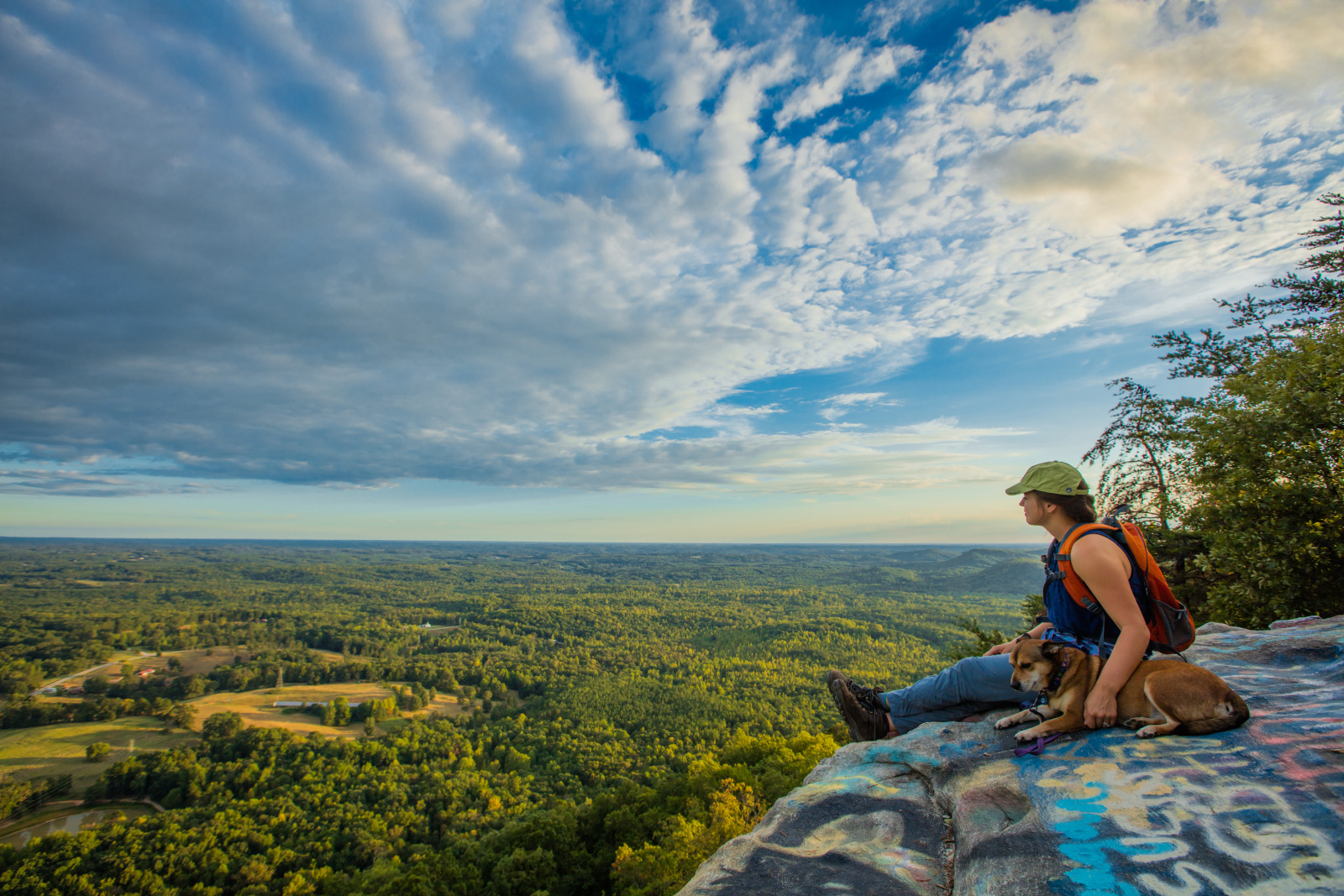
Widok z góry Currahee

Currahee – góra w hrabstwie Stephens w stanie Georgia w USA, niedaleko miasta Toccoa, o wysokości 529 m n.p.m.
Nazwa prawdopodobnie pochodzi od czirokeskiego słowa ᏊᏩᎯ (quu-wa-hi) oznaczającego „stojący samotnie”.

## Położenie
Góra leży na skraju regionu Georgia Piedmont, czyli „podgórza” stanu Georgia, a jej wybitność to 240 m. Jest najwyższym szczytem w hrabstwie Stephens. Część góry znajduje się na terenie lasu państwowego Chattahoochee. Szczyt jest charakterystycznym punktem orientacyjnym na południowy wschód od grzbietu pisma Blue Ridge w Georgii.

## Historia
Góra Currahee była jednym z punktów orientacyjnych wykorzystanych w traktacie z Hopewell. Była również używana przez Benjamina Hawkinsa do obsługi linii Hawkins Line.
12 października 1864 roku wojska Konfederacji pokonały wojska Unii w bitwie pod Narrows, zwanej także bitwą pod Currahee, podczas wojny secesyjnej. Ofiar było niewiele, a rannymi opiekowali się lokalni mieszkańcy.
Góra stała się słynna po premierze miniserialu Kompania braci z 2001 roku, w którym została przedstawiona jako miejsce szkolenia amerykańskich spadochroniarzy w pobliskim Camp Toccoa, w czasie którego żołnierze biegali w górę i w dół góry Currahee. To trudne zadanie zostało nazwane przez żołnierzy okrzykiem „trzy mile w górę, trzy mile w dół”. Zawołanie to stało się później mottem 506 Pułku Piechoty Spadochronowej, a zarys i nazwa góry zostały umieszczone w jego emblemacie.
Dla upamiętnienia spadochroniarzy, którzy biegali tą trasą w czasie szkolenia, wzdłuż Currahee Mountain Road od terenu dawnego Camp Toccoa do szczytu góry Currahee biegnie szlak pamięci pułkownika Roberta F. Sinka. Początek szlaku wyznacza tablica pamiątkowa poświęcona pułkownikowi Sinkowi ufundowana przez Five-O-Sinks (Stowarzyszenie Weteranów 506 Pułku Piechoty Spadochronowej). Szlak jest miejscem cyklicznego wyścigu Currahee Challenge, biegu na szczyt góry Currahee na dystansie trzech i sześciu mil, który odbywa się co roku jesienią. W pierwszą sobotę czerwca na Currahee odbywa się również bieg zwany D Day Run organizowany przez organizację Camp Toccoa.
Jest to popularne miejsce do wspinaczki skalnej i zjazdów na linie.
Na szczycie góry mieści się wieża radiowa, obsługująca stację radiową NOAA Weather Radio, obejmującą swym zasięgiem część północno-wschodniej Georgii i północno-zachodni skrawek Karoliny Południowej.